# أحمد المحلاوي
أحمد عبد السلام المحلاوي (1343 هـ- 1445 هـ / 1925- 10 مارس 2024م)، عالم مسلم وداعية مصري بارز في الإسكندرية.

## ولادته وتحصيله
وُلد أحمد عبد السلام المحلاوي يوم الأربعاء 10 ذي الحِجَّة 1343هـ الموافق 1 يوليو (تَمُّوز) 1925م، في محافظة كفر الشيخ، وتخرَّج في قسم القضاء الشرعي بكلية الشريعة جامعة الأزهر عام 1957م. عمل إمامًا وخطيبًا بوِزارة الأوقاف المصرية، في مسجد سيدي جابر،[بحاجة لمصدر] ثم جامع القائد إبراهيم بمحطَّة الرمل بمدينة الإسكندرية، إلى أن مُنع من الإمامة والخطابة عام 1996م.
تولى رئاسة «لجنة الدفاع عن المقدَّسات الإسلامية» التي أُسِّست عقب تدنيس المصحف على يد المحققين في معتقل غوانتانامو.
من أشهر طلَّابه: صفوت حجازي، وعبد العزيز الرنتيسي (أثناء دراسته في مصر)، ومحمد إسماعيل المقدم.

## اعتقاله
اعتُقل أحمد المحلاوي إبانَ حُكم الرئيس أنور السادات وهاجمه السادات في خطاب يوم 5 سبتمبر 1981 قال فيه: شيخ أزهري حاصل على العالمية، والمفروض أنه يعرف الدين الإسلامي، ويدَّعي أنه داعية إسلامي، يتعرَّض لي أنا شخصيًّا ولعائلتي. بتاريخ 23 يناير 1981م تحدَّث بعد الصلاة بأنه لا سيادة للقانون في مصر؛ لأن القانون لا يُحترَم، ووجَّه التحية للخميني وشعب إيران؛ لِما وصفه بإذلال أمريكا في أزمة الرهائن. وانتقد مجلس الشعب لأنه لا يعبِّر عن إرادة الشعب، ووزير الصحَّة بأنه أسرف في استهلاك الدواء، وأنه ليس لدينا ديمقراطية، وأن مناهج التربية والتعليم رديئة. ويهاجم المعاهدة ويصفها بأنها تعُدُّ سيناء في حُكم المحتلَّة لأنها ستكون منزوعة السلاح، في البنود السرِّية للمعاهدة. أي كذب هذا وإجرام وسفالة وبذاءة! لمَّا يقف رجل معمَّم ومن الأزهر الشريف ليقول: بنود سرِّية، وهي غير موجودة، والله لن أرحمه، بالقانون، ومن الجماعات الإسلامية من يقولون له: تكلَّم واخطُب ولا تخف، ولن توقفك الحكومة، وها هو الآن مرمي في السجن كالكلب.
وأصدرت وِزارة الأوقاف المصرية قرارًا بمنع الشيخ المحلاوي من الخطابة عام 1996م، واستمرَّ هذا القرار سنوات طويلة.[بحاجة لمصدر]

## بعد ثورة يناير
في 4 فبراير 2011 خطب المحلاوي في جامع القائد إبراهيم لأول مرة منذ خمسة عشر عامًا، وكان ذلك في جمعة الرحيل في أعقاب ثورة 25 يناير، وظلَّ المحلاوي يحفز المتظاهرين بخطبه الحماسية حتى رحيل مبارك عن الحُكم يوم الجمعة 11 فبراير 2011.

### أثناء الإعلان الدستوري
احتُجز داخل جامع القائد إبراهيم عندما حاصر مجهولون المصلِّين عقب صلاة الجمعة، احتجاجًا على الإعلان الدستوري والاستفتاء على مسودة الدستور الجديد وذلك يوم 14 ديسمبر 2012م، واستمرَّ الحصار 15 ساعة. وفي الأسبوع التالي، احتشد مؤيِّدوه وصلُّوا وراءه، ورجع المهاجمون عقب الصلاة فهاجموا الحشد إلا أن قوات الأمن التي كانت تتقاعس تدخلت وفرضت طوقًا أمنيًّا في محيط المسجد وفرضت الأمن.

## وفاته
توفي يوم الأحد 29 شعبان 1445 هـ الموافق 10 مارس (آذار) 2024م، ودُفن بمقابر أبيس الثانية بالإسكندرية.
نعى الإخوان المسلمون الشيخ المحلاوي، فأعلنوا في بيان: «تتقدم جماعة الإخوان المسلمون بخالص العزاء إلى الأمة الإسلامية في وفاة العالم الجليل الشيخ أحمد المحلاوي .. الذي كان لسان صدق لدعوته فصدح بكلمة الحق وأمر بالمعروف ونهى عن المنكر وتحمل في سبيل ذلك ما يتحمله المصلحون محتسبًا صابرًا». كما نعته الدعوة السلفية بمصر: «الحمد لله، والصلاة والسلام على رسول الله، أما بعد؛  فتتوجَّه الدعوة السلفية بمصر بخالص العزاء للأمة الإسلامية ولشعب مصر وأهل الإسكندرية خاصة، في وفاة فضيلة الشيخ أحمد المحلاوي، رحمه الله رحمة واسعة».

## وصلات خارجية
- صفحته على موقع طريق الإسلام